# Station Revigny
Station is een spoorwegstation in de Franse gemeente Revigny-sur-Ornain.